# Batista Tagme Na Waie
El general Batista Tagme Na Waie (Catió, 20 de novembre de 1950 - Bissau, 1 de març de 2009) va ser Cap d'estat major de les Forces Armades de Guinea Bissau fins al seu assassinat el 2009.

## Primers anys
Na Waié va néixer a Catió. Era veterà de la guerra d'independència de Guinea Bissau i el 17 d'octubre de 1985 fou arrestat, empresonat i torturat amb Paulo Correia i Viriato Pã sota l'acusació de conspirar contra el règim de Vieira. En juny de 1998 va participar en la junta militar liderada per Ansumane Mané que va enderrocar João Bernardo Vieira. Na Waie era membre del grup ètnic dels balantes i en 2000 fou ascendit a general pel nou president Kumba Ialá. L'octubre de 2004 havia estat nomenat cap d'estat major a conseqüència de la mort del seu predecessor Veríssimo Correia Seabra; IRIN l'ha descrit com una "figura de consens presentada per l'establiment militar que el govern es va veure obligat a acceptar".

## Tensió política
Un "dur rival" de Vieira, tant abans de la junta (després d'haver sobreviscut a les purgues de Vieira als militars de Guinea Bissau en la dècada de 1980) com després del retorn de Vieira al poder, Na Waie va informar que havia sobreviscut a un intent d'assassinat el gener de 2009, quan una milícia assignada al palau presidencial va obrir foc contra el seu cotxe oficial; la milícia va negar que això havia estat un intent d'assassinat.

## Mort
L'1 de març de 2009, Na Waié va morir per una explosió en el quarter general de les Forces Armades de Guinea Bissau. Tot i que els testimonis van dir haver vist una granada propulsada per coet, els ajudants de Na Waie van informar que una bomba va ser detonada sota una escala quan Na Waie es dirigia a la seva oficina.

### Conseqüències
L'endemà a primera hora, Vieira va ser assassinat, pel que sembla per tropes lleials a Na Waie. Posteriorment un representant militar va negar que la mort de Vieira hagués estat una represàlia. Tanmateix el portaveu militar Zamora Induta va dir que Vieira havia estat involucrat en l'assassinat de Na Waie. Un oficial de l'exèrcit va dir que el 5 de març Na Waie havia trobat una partida de cocaïna d'uns 200 quilograms en un hangar de l'exèrcit al voltant d'una setmana abans de ser assassinat. El seu funeral es va celebrar al Club Militar de Bissau el 8 de març. El 26 de març es va informar que tres alts oficials, els coronels Arsene Balde i Abdoulaye Ba, i el general de brigada Melcias Fernandes havien estat arrestats en els dies precedents per a la participació en la mort de Na Waie.